# اتفاقية عدم الاعتداء الفنلندية السوفيتية

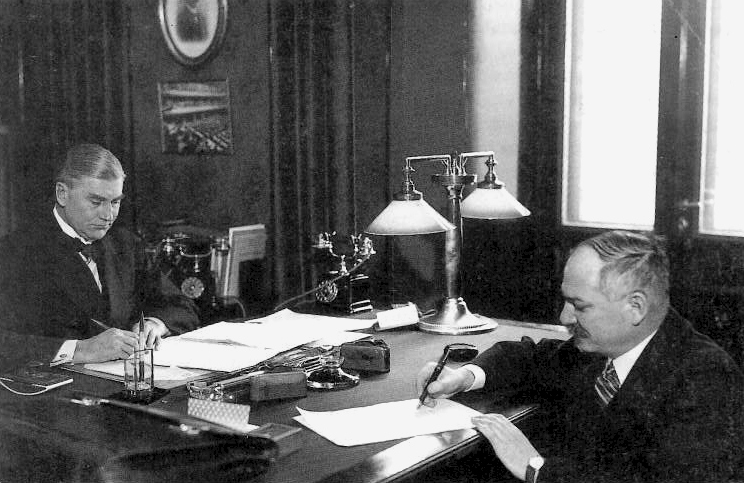
التوقيع على معاهدة عدم الاعتداء في هلسنكي في 21 يناير 1932. على اليسار وزير الخارجية الفنلندي آرنو أوريو كوسكينن، وعلى اليمين سفير الاتحاد السوفياتي في هلسنكي إيفان مايسكي.

اتفاقية عدم الاعتداء الفنلندية السوفيتية معاهدة عدم اعتداء وقعت في عام 1932 من قبل ممثلين عن فنلندا والاتحاد السوفياتي. تخلى الاتحاد السوفياتي عن الاتفاق من جانب واحد في عام 1939، بعد ارتكابه خدعة عملية قصف ماينيلا، حيث قصف القرية الروسية، وادعى مسؤولية فنلندا عنها.
كان الاتحاد السوفياتي قد بدأ مفاوضات اتفاقية عدم الاعتداء مع البلدان المجاورة له في أوروبا خلال غزو منشوريا، وأراد الاتحاد السوفياتي من ذلك تأمين حدودها. رغم أن فنلندا كانت آخر من وقع على اتفاق في 21 يناير عام 1932، بعد استونيا ولاتفيا وبولندا، كانت أول من صادق عليها في يوليو 1932. ضمن كلا الطرفان احترام الحدود بين البلدين، واتفقا على البقاء على الحياد. ووعدا بحل الخلافات سلمياً وحيادية.
تم تمديد الاتفاق إلى 31 ديسمبر 1945 في موسكو في 7 نيسان، 1934. تم التوقيع عليه من قبل وزير الخارجية الفنلندي آرنو أوريو كوسكينن وزير الخارجية السوفياتي مكسيم ليتفينوف.
تخلى الاتحاد السوفياتي عن الاتفاق في 28 نوفمبر 1939، قبل يومين من غزوها فنلندا، مدعيا قصف فنلندا لقرية سوفياتية. وفقاً للمادة الخامسة، كان ينبغي على الطرفين تشكيل لجنة مشتركة للنظر في الحادث، الأمر الذي حاولته فنلندا، لكن الاتحاد السوفيتي رفض.